# Обвиняемая (телесериал)
«Обвиня́емая», или «Вина́» (англ. Guilt) — американский драматическо-детективный телесериал, созданный Кэтрин Прайс и Николь Миллард. В центре сюжета находится американская студентка в Лондоне Грейс Этвуд (Дэйзи Хэд), чью соседку по комнате убивают, а Грейс начинают подозревать в этом преступлении. Freeform (на тот момент ABC Family) заказал пилотный эпизод в июне 2015 года, а в ноябре того же года дал зелёный свет съёмкам первого сезона из десяти эпизодов. Премьера шоу состоялась 13 июня 2016 года.
20 октября 2016 года Freeform закрыл сериал после одного сезона.

## Актёры и персонажи
- Дэйзи Хэд в роли Грейс Этвуд
- Эмили Треймейн в роли Натали Этвуд
- Кристиан Солимено в роли детектив-сержанта Алекса Бруно
- Наоми Райан в роли Гвендолин «Гвен» Холл
- Симона Браун в роли Роз Уолтерс
- Закари Фолл в роли Люка Паскаля
- Кевин Райан в роли Патрика Райана
- Сэм Кэссиди в роли принца Тео
- Билли Зейн в роли Стэна Гаттери

## Отзывы критиков
Сериал «Обвиняемая» получил смешанные и благоприятные отзывы. На Rotten Tomatoes шоу держит 60 % «свежести» на основе 10-ти отзывах критиков. Критический консенсус сайта гласит: «„Обвиняемая“ спотыкается о слишком перегруженные и запутанные сюжетные повороты, слабые диалоги и нереалистичное поведение, но в конечном счёте является занимательной мыльной оперой с приправой из сенсации». На Metacritic у сериала 52 балла из 100, что основано на 8-ми «смешанных и средних» рецензиях критиков.